# Eudorylas ciliatus
Eudorylas ciliatus är en tvåvingeart som först beskrevs av de Meijere 1907.  Eudorylas ciliatus ingår i släktet Eudorylas och familjen ögonflugor. Inga underarter finns listade i Catalogue of Life.